# Kalophrynus sinensis
Espèce
Synonymes
- Calophrynus pleurostigma var. sinensis 
Peters, 1867
- Calophrynus acutirostris Boettger, 1897
- Kalophrynus stellatus Stejneger, 1908

Kalophrynus sinensis est une espèce d'amphibiens de la famille des Microhylidae.

## Répartition
Cette espèce est endémique des Philippines. Elle se rencontre sur Samar, Leyte, Dinagat, Siargao, Bohol, Camiguin, Mindanao et Basilan.

## Description
Les mâles mesurent de 34,9 à 41,6 mm et les femelles de 39,4 à 45,7 mm.

## Étymologie
Son nom d'espèce, composé de sin[a] et du suffixe latin -ensis, « qui vit dans, qui habite », lui a été donné en référence au lieu de sa découverte supposée mais erronée, la Chine.

## Publication originale
- Peters, 1867 : Herpetologische Notizen. Monatsberichte der Königlichen Preussischen Akademie der Wissenschaften zu Berlin, vol. 1867, p. 13-37 (texte intégral).